# 特定興行入場券の不正転売の禁止等による興行入場券の適正な流通の確保に関する法律
特定興行入場券の不正転売の禁止等による興行入場券の適正な流通の確保に関する法律（とくていこうぎょうにゅうじょうけんのふせいてんばいのきんしとうによるこうぎょうにゅうじょうけんのてきせいなりゅうつうのかくほにかんするほうりつ、平成30年12月14日法律第103号）は、いわゆるチケット転売を禁止、その防止等に関する法律である。
入場券不正転売禁止法、入場券転売禁止法、チケット不正転売禁止法、チケット転売禁止法ともいう。
この法律は附則1条の規定により「公布の日から起算して6月を経過した日から施行する」となっているため、2019年（令和元年）6月14日から施行された。

## 主務官庁
- 文化庁文化経済・国際課[7]
- 消費者庁調査研究・国際担当参事官職[8]

スポーツ庁民間スポーツ担当参事官職、農林水産省畜産局競馬監督課、警察庁生活安全局生活経済対策管理官職など他省庁、日本中央競馬会、地方競馬全国協会、JKA、BOAT RACE振興会など公営競技主催者および統括団体、並びに日本相撲協会、日本サッカー協会、日本野球機構など競技統括団体、各興行主と連携して執行にあたる。

## 経緯
チケットの転売のうちダフ屋行為については、各都道府県の迷惑防止条例で主に取締がされているが、条例による取締りでは罰則もばらばらであり条例が無い県もある。
2020年東京オリンピック等を念頭に、全国一律に処罰する法案の第196回国会への提出が、超党派のチケット高額転売問題対策議連（共同代表を石破茂が務める）により2018年6月に検討された。このときは提出には至らなかったが次の第197回国会において、衆議院において文部科学委員長提出の法案として2018年11月30日に提出、2018年12月4日に衆議院で、12月8日に参議院で共に全会一致で可決、成立し、12月14日法律第103号として公布された。附則第1条の規定により「公布の日から起算して6月を経過した日から施行する」となっているため、2019年6月14日から施行された。なお附則3条（準備行為）は公布日から施行。

## 概要

### 目的
特定興行入場券の不正転売を禁止するとともに、その防止等に関する措置等を定めることにより、興行入場券の適正な流通を確保し、もって興行の振興を通じた文化及びスポーツの振興並びに国民の消費生活の安定に寄与するとともに、心豊かな国民生活の実現に資すること。

### 特定興行入場券の不正転売
この法律の定める「特定興行入場券の不正転売」に係る用語の定義および構成要件は次による。

#### 興行
「興行」とは、映画、演劇、演芸、音楽、舞踊その他の芸術及び芸能又はスポーツを不特定又は多数の者に見せ、又は聴かせること（日本国内において行われるものに限る。）をいう（第2条第1項）。従って、交通機関の乗車券や見本市の入場券、日本国外で開催する興行の入場券などは対象外となる。

#### 興行入場券
「興行入場券」とは、それを提示することにより興行を行う場所に入場することができる証票（これと同等の機能を有する番号、記号その他の符号を含む。）をいう。（第2条第2項）。従って紙の入場券のほか電子チケットや入場シリアル番号などをも含む。

#### 特定興行入場券
「特定興行入場券」とは、興行入場券であって、不特定又は多数の者に販売され、かつ、次の要件のいずれにも該当するものをいう。（第2条第3項）
一　興行主等による販売の際に、興行主の同意のない有償譲渡を禁止する旨を明示していること。かつ、その旨が当該興行入場券の券面に表示され、又は電子チケット類の場合は通信端末機器等の映像面に当該興行入場券に係る情報と併せて表示させたものであること。
二　興行が行われる特定の日時及び場所が指定され、かつ、入場資格者又は座席が指定されたものであること。
三　興行主等による販売の際に、次に定める事項を確認する措置を講じ、かつ、その旨を当該興行入場券の券面に表示し、又は電子チケット類の場合は通信端末機器等の映像面に当該興行入場券に係る情報と併せて表示させたものであること。
イ　入場資格者が指定された興行入場券の場合は、入場資格者の氏名及び電話番号、電子メールアドレスその他の連絡先
ロ　座席が指定された興行入場券（イを除く。）の場合は、購入者の氏名及び電話番号、電子メールアドレスその他の連絡先

#### 特定興行入場券の不正転売
興行主の事前の同意を得ない特定興行入場券の業として行う有償譲渡であって、興行主等の当該特定興行入場券の販売価格を超える価格をその販売価格とするものをいう（第2条第4項）。

### 罰則
- 第三条　何人も、特定興行入場券の不正転売をしてはならない。
- 第四条　何人も、特定興行入場券の不正転売を目的として、特定興行入場券を譲り受けてはならない。

違反者は「1年以下の懲役若しくは100万円以下の罰金に処し、又はこれを併科」（第9条第1項）する。公訴時効は3年。

#### 国外犯
前掲の罪は「刑法第3条の例に従う」(第9条第2項）ため、国民の国外犯にも適用される。よって、日本国内において罪を犯したすべての者、および日本国外において罪を犯した日本国民が処罰対象となる。
興行の開催地が日本国内であり、その興行の特定興行入場券の不正転売買に該当するのであれば、不正転売買の実行地は国家を問わない事となる。興行主等の国籍や、入場券の発券者（発行者）の国籍も無関係である。
なお、犯罪の主体（売り方、買い方）が日本国民ではなく、不正転売買の実行地が日本国外である場合には、当該日本国民でない者に限り不処罰となる。
インターネットを介した取引の場合、犯罪の実行地は、処分行為（転売買）の実行の着手地と考えられる。よって、サーバが日本国外にあったとしても、処分行為の実施の指令を日本国内から発したのであれば単純国内犯となる。

## 努力規定
この法律は、第3章「興行入場券の適正な流通の確保に関する措置」として次のような規定があるがいずれも努力規定である。
従って「転売禁止の入場券等への明示等」は罰則適用となる禁止の構成要件の一であるが、いっぽう「興行主の同意を得て興行入場券を譲渡することができる機会の提供」や、「入場口における身分証明書等の提示などによる厳密な入場資格者の本人性確認」がは構成要件ではないため、これらが無い事を理由として特定興行入場券の不正転売に当たらないとすることはできない。

### 興行主等による特定興行入場券の不正転売の防止等に関する措置等
興行主等は、特定興行入場券の不正転売を防止するため、興行を行う場所に入場しようとする者が入場資格者と同一の者であることを確認するための措置その他の必要な措置を講ずる（第5条第1項）。
興行主等は、興行入場券の適正な流通が確保されるよう、興行主等以外の者が興行主の同意を得て興行入場券を譲渡することができる機会の提供その他の必要な措置を講ずる（第5条第2項）。
国及び地方公共団体は、興行主等に対し、特定興行入場券の不正転売の防止その他の興行入場券の適正な流通の確保のために必要な措置に関し必要な助言及び協力を行う（第5条第3項）。

### 相談体制の充実等
国及び地方公共団体は、特定興行入場券の不正転売に関する相談に的確に応ずるための体制の充実を図る（第6条第1項）。
興行主等は、興行入場券の適正な流通が確保されるよう、当該興行主等の販売する興行入場券について、正確かつ適切な情報を提供するとともに、興行入場券の購入者その他の者からの相談に適切に応ずる（第6条第1項)。

### 国民の関心及び理解の増進
国及び地方公共団体並びに興行主等は、特定興行入場券の不正転売の防止その他の興行入場券の適正な流通の確保のために必要な措置の実施及び興行入場券の適正な流通の確保を通じた興行の振興の重要性に関する国民の関心と理解を深めるよう、興行入場券の適正な流通に関する広報活動の充実その他の必要な施策を講ずる（第7条)。

### 施策の実施に当たっての配慮
国及び地方公共団体は、興行の振興を図るための施策を講ずるに当たっては、興行入場券の適正な流通が確保されるよう適切な配慮をするものとする（第8条)。

## 従来のダフ屋取締りとの関係
ダフ屋行為はおおむね、本法律および罰則の施行日や、本法律の禁止行為対象であるかどうかとは関係なく、従来のダフ屋規制条例等による取締りや、詐欺罪・文書偽造罪等としての検挙対象となっている。
ダフ屋からチケット類を（高額で）購入した者が、身分証明書を偽造・変造して行使し、検挙や逮捕される事例が出ている。購入者側ではなく、ダフ屋側が不正入場に便宜を図る目的で身分証明書を偽造・変造し、転売チケットの購入者に行使させる事例もある。購入チケット類の名義の本人確認のために、運営側が身分証明書等による確認を現場で行うケースがあるが、その際に偽造・変造をした身分証明書を提示すれば、有印公（私）文書偽造罪・同変造罪、同行使罪などの文書偽造の罪に問われる。さらに、転売目的でチケットを入手する事自体を詐欺罪として検挙する傾向もある。詐欺罪の法定刑は10年以下の懲役（公訴時効7年）とこの法律の罪よりも重く、文書偽造の罪も客体によるが概ねこの法律の罪よりも重い。
よって、本法律の施行後の行為として第3条（不正転売）または第4条（不正転売目的入手）に抵触した場合は形式的に検挙、処罰（1年以下の懲役又は100万円以下の罰金）されるのは元より、犯情が重くかつ前述のように詐欺罪や文書偽造の罪でも立件可能と判断された場合には、この法律よりも重いこれらの罪で検挙、処罰される。

## 罪数論
第4条（不正転売目的入手）違反行為と詐欺罪とは一所為数法として観念的競合となると考えられる。これら以外の、第3条（不正転売）違反行為、偽造身分証等の文書偽造の罪は、併合罪となると考えられる。